# Westfield, New Jersey

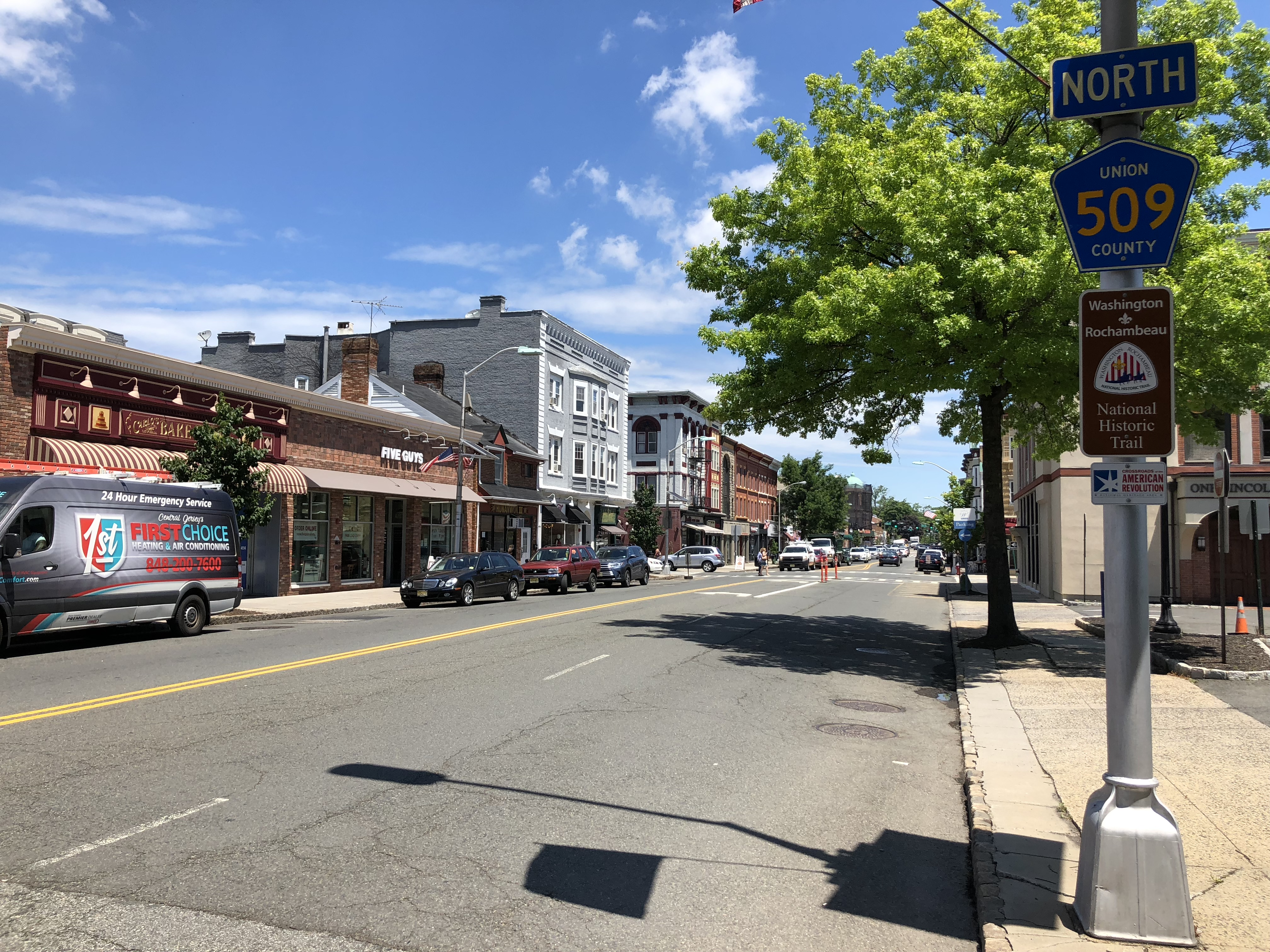
East Broad Street (Union County Route 509).

Westfield är en kommun i Union County i norra New Jersey, USA.